# Зеленцово
Зеленцо́во (рос. Зеленцово) — присілок у складі Нікольського району Вологодської області, Росія. Адміністративний центр Зеленцовського сільського поселення.

## Населення
Населення — 277 осіб (2010; 353 у 2002).
Національний склад (станом на 2002 рік):
- росіяни — 100 %